# Alin Nedelcu
Alin Nedelcu (n. circa 1985) este un executiv român din domeniul bancar și tehnologic, specializat în inteligență artificială (AI). Este Head of AI Practice and Solutions la Raiffeisen Bank România și cofondator al AI Academy România. În 2024, a fost inclus în lista *Top 100 Tineri Manageri de Top* de către revista Business Magazin, fiind recunoscut pentru inițiativele sale inovatoare în implementarea soluțiilor AI în sistemul bancar.
Este cunoscut pentru coordonarea lansării ARI – Artificial Raiffeisen Intelligence, un asistent AI generativ intern utilizat de angajații Raiffeisen România. A contribuit și la crearea platformei Heimdall, utilizată pentru analiza în timp real a sentimentului mediatic economic.

## Educație și începuturi
Nedelcu a studiat la Academia de Studii Economice din București, specializându-se în domeniul financiar. A obținut o diplomă avansată în contabilitate și afaceri prin programul internațional ACCA (Association of Chartered Certified Accountants).
Înainte de a se alătura Raiffeisen, a lucrat în departamente de risc și analiză de date la Libra Internet Bank, BRD – Groupe Société Générale și UniCredit Services, acumulând experiență în analiza riscurilor, raportare financiară și data science.

## Raiffeisen Bank
Din 2018, s-a alăturat Raiffeisen Bank România unde a creat de la zero o echipă de AI și a dezvoltat peste 10 aplicații AI utilizate intern – de la asistenți virtuali până la algoritmi pentru analiza documentelor sau a pieței.
Printre cele mai cunoscute realizări se numără:
- ARI – Artificial Raiffeisen Intelligence: asistent AI generativ intern, folosit de angajați pentru automatizarea sarcinilor administrative și suport decizional, cu peste 70.000 de interacțiuni în primul an.[8][9]
- Heimdall: platformă de agregare și analiză a știrilor din peste 80 de surse pentru urmărirea sentimentului mediatic și a riscurilor reputaționale.[10]

## AI Academy România
În paralel cu activitatea din banking, Alin Nedelcu a fondat AI Academy România, o inițiativă de educație tehnologică care oferă cursuri de inteligență artificială pentru profesioniști, elevi și studenți.
În 2025, a coordonat un program național de formare în AI și ChatGPT dedicat adolescenților, în parteneriat cu Fundația Dan Voiculescu și Institutul Bancar Român.

## Conferințe și apariții
A fost invitat ca speaker la mai multe evenimente majore:
- IDC Financial Forum 2024, alături de lideri din sistemul bancar european[14]
- AI@Work – conferință despre automatizare și productivitate organizată de Noa Grup[15]
- Ziarul Financiar – Inovație și sustenabilitate, unde a prezentat arhitectura internă agentică AI dezvoltată la Raiffeisen.[16]

## Publicații
Este autorul seriei de articole An AI Transformation Fable – o alegorie despre transformarea organizațiilor cu ajutorul AI-ului, publicată pe Medium.

## Recunoaștere
- Top 100 Tineri Manageri – Business Magazin (2024)[18]
- Invitat la gala Tineri Manageri de Top organizată de Business Magazin[19]